# Kopóhajsza
A Kopóhajsza (Skank Hunt) a South Park című amerikai animációs sorozat 269. része (a 20. évad 2. epizódja). Elsőként 2016. szeptember 21-én sugározták az Egyesült Államokban. Magyarországon a magyar Comedy Central 2016. szeptember 29-én mutatta be.
Az epizód az internetes trollkodást, a cyberbullying-ot, és az öngyilkosság-prevenciós módozatokat tárgyalja ki.

## Cselekmény
|  | Alább a cselekmény részletei következnek! |

Az iskolában szülői értekezletet tartanak, ahol a Rihekopó42 internetes troll a téma – mind az iskolai üzenőfalon, mind máshol az interneten obszcén dolgokkal sértegeti az embereket. Arra gyanakodnak, hogy talán az egyik diák lehet az – nem is sejtve, hogy az igazi tettes nem más, mint Gerald Broflovski, Kyle és Ike apja.
Heidi Turner depressziós lesz a történtektől, és elhatározza, hogy törli a Twitter-profilját, majd ledobja a telefonját egy hídról. Az iskola diákjait mélyen megérinti a dolog, különös módon azonban mindenki úgy kezeli a dolgot, mintha Heidi öngyilkos lett volna. Osztálytársai és Mr. Mackey rendeznek egy "temetést", melynek során a Twitteren róják le a kegyeletüket, miközben ő is ott van mellettük. Később Scott Malkinson is elhatározza, hogy "véget vet mindennek", és törli a Twitter-fiókját. Mr. Mackey próbálja őt lebeszélni arról, hogy ne tegye meg, ám a dolgok váratlan fordulatot vesznek, amikor Mr. Mackey kezdi el ugyanezzel "zsarolni" Scott-ot, még az éjszaka közepén is felhívva őt, hogy megteszi.
Mindeközben Gerald gátlástalanul garázdálkodik az interneten. Habár az egyik kollégája megvallja, hogy szerinte szánalmas, amit Rihekopó42 csinál, Geraldot mindez felvillanyozza: élvezi a napot, táncol az utcán, mások rossz viselkedése pedig örömmel tölti el. Hamarosan azt is felfedezi, hogy trollkodása a hírekbe is bekerült. Miután betámad egy dán mellrákellenes weboldalt, az oldal szerkesztője, Freja Ollegard, aki olimpiai bajnok röplabdajátékos, nyilvánosan kijelenti, hogy nem fél Rihekopó42-től. Gerald ezt kihívásnak veszi.
A lányok eközben továbbra is úgy hiszik, hogy Cartman Rihekopó42, és bosszút forralnak. Ugyanígy gondolkodnak a fiúk is, akik szeretnék egyszer és mindenkorra lezárni az ügyet. Azt hazudják Cartmannek, hogy rendeznek egy egész éjszakás bulit egy erdei faházban, ahol videojátékozni fognak megállás nélkül. Cartman fellelkesül és el is megy, ahol aztán tőrbe csalják. A fiúk elveszik az összes elektronikus kütyüjét, szétverik azokat, majd elássák. Másnap azonban rádöbbennek, hogy nagy hibát követtek el: Rihekopó42 tovább folytatja az ámokfutását, Cartman tehát ártatlan volt. A lányok, akik ezt nem tudják, elhatározzák, hogy szakítanak a fiúikkal, és Stan is megkapja Wendytől a levelet, hogy szakít vele.

## Fordítás
Ez a szócikk részben vagy egészben  a   Skank Hunt című angol Wikipédia-szócikk ezen változatának fordításán alapul.  Az eredeti cikk szerkesztőit annak laptörténete sorolja fel. Ez a jelzés csupán a megfogalmazás eredetét és a szerzői jogokat jelzi, nem szolgál a cikkben szereplő információk forrásmegjelöléseként.